# Quark, Strangeness and Charm
Quark, Strangeness and Charm es el séptimo álbum de Hawkwind, lanzado por Charisma en 1977.
Este es el primer trabajo de Hawkwind sin el saxofonista y miembro fundador Nik Turner, a lo cual se suma el alejamiento del percusionista adicional Alan Powell, y del bajista Paul Rudolph, quien fue reemplazado por Adrian Shaw.
La ausencia de los usuales instrumentos de viento provistos por Turner, característicos de la banda, es acompañada por un decidido giro hacia un sonido más comercial, donde las directrices del cantante y letrista Robert Calvert prevalecen.
El disco llegó al puesto Nº 30 de los charts británicos.

## Lista de canciones
Lado A
1. "Spirit of the Age" (Robert Calvert, Dave Brock) – 7:20
2. "Damnation Alley" (Calvert, Brock, Simon House) – 9:06
3. "Fable of a Failed Race" (Calvert, Brock) – 3:15

Lado B
1. "Quark, Strangeness and Charm" (Calvert, Brock) – 3:41
2. "Hassan-i Sabbah" (Calvert, Paul Rudolph) – 5:21
3. "The Forge of Vulcan" (House) – 3:05
4. "The Days of the Underground" (Calvert, Brock) – 3:13
5. "The Iron Dream" (Simon King) – 1:53

## Personal
- Robert Calvert: voz líder, percusión
- Dave Brock: guitarra, sintetizadores, efectos, voz
- Simon House: teclados, violín, voz
- Adrian Shaw: bajo, voz, palmas
- Simon King: batería